# Polyipnus asper
Polyipnus asper és una espècie de peix pertanyent a la família dels esternoptíquids.

## Descripció
- Fa 6,2 cm de llargària màxima.[5]

## Hàbitat
És un peix marí i tropical que viu entre 0-384 m de fondària.

## Distribució geogràfica
Es troba a l'Índic oriental: la costa occidental de la península de Malaca al mar d'Andaman.

## Observacions
És inofensiu per als humans.